# 장화시

장화 시의 위치

장화시(한국어: 창화시, 중국어: 彰化市, 병음: Zhānghuà Shì)는 중화민국 장화 현의 현할시이다. 넓이는 65.69km2이고, 인구는 2015년 8월 기준으로 234,799명이다. 장화 현 정부의 소재지이다.

## 역사
장화 시는 옛날에는 대만 원주민 평포족 바브사족의 취락인 '포아소아'가 있었고 대만어음으로 '半線'로 나타냈다. 제라현에 속하고 있었다. 후에 청조 정부가 현창황화(顕彰皇化)라는 의미를 담은 창화(彰化)로 개칭했다.
1684년, 복건 연해 거주민이 이곳으로 이주를 시작해, 1723년에는 제라현의 중부 100여리의 땅에 현을 설치할 때에 '창화현'으로 명명되었고 이것이 장화라는 지명의 첫 등장이 된다. 장화는 대륙에 가깝고 또 록항이 무역의 요충지였기 때문에 현의 정치 문화, 상업 중심지로서의 지위를 차지했다. 1895년에 대만이 일본에 할양된 후, 장화는 다이추 현 쇼카 청으로 개편되었고 그 후 다이추 청과 합병해 다이추 지청이 설치되었다. 1920년에는 쇼카 군이 설치되어 다시 장화가 행정구역명으로서 부활했다. 1933년에 쇼카 가·난카쿠 장·오타케 장의 합병에 의해 쇼카 시가 탄생했다. 전후, 장화 시는 성할시로서 개편되어 현재에 이르고 있다.

## 교육
- 국립 장화 사범대학
- 건국과기대학

## 교통
- 타이완 철로관리국 종관선
- 국도 1호선
- 국도 3호선